# Dolichonobia faceta
Dolichonobia faceta är en spindeldjursart som beskrevs av Meyer 1974. Dolichonobia faceta ingår i släktet Dolichonobia och familjen Tetranychidae. Inga underarter finns listade i Catalogue of Life.